# Roger François
Roger François (7 de outubro de 1900 – 16 de fevereiro de 1949) foi um halterofilista francês.
Roger François ganhou ouro no campeonato mundial de 1922, na categoria até 82,5 kg.
Ele participou de três Jogos Olímpicos, competindo na categoria até 75 kg. Em 1924, em Paris, ele fica na 6ª posição; em 1928, em Amsterdã, ele ganhou ouro, com 335 kg no triplo levantamento (desenvolvimento militar+arranque+arremesso) a frente do italiano Carlo Galimberti, com 332,5 kg; e em 1932, em Los Angeles, ele conseguiu os mesmos resultados, mas ficou em 4º lugar.
Quadro de resultados
| Ano  | Posição | Competição                     | Classe de peso | Marca                        |
| 1922 | 1.      | Campeonato mundial em Tallinn  | –82,5 kg       |                              |
| 1924 | 6.      | Jogos Olímpicos em Paris       | –75 kg         | 442,5 kg no total combinado* |
| 1928 | 1.      | Jogos Olímpicos em Amsterdã    | –75 kg         | 335 kg (102,5+102,5+130)     |
| 1932 | 4.      | Jogos Olímpicos em Los Angeles | –75 kg         | 335 kg (102,5+102,5+130)     |

* Cinco provas faziam parte da competição: arranque com uma mão, arremesso com uma mão (provas depois abolidas), desenvolvimento (abolido em 1973), arranque e arremesso, com as duas mãos (estas duas últimas ficaram como movimentos-padrão).